# Air Georgian

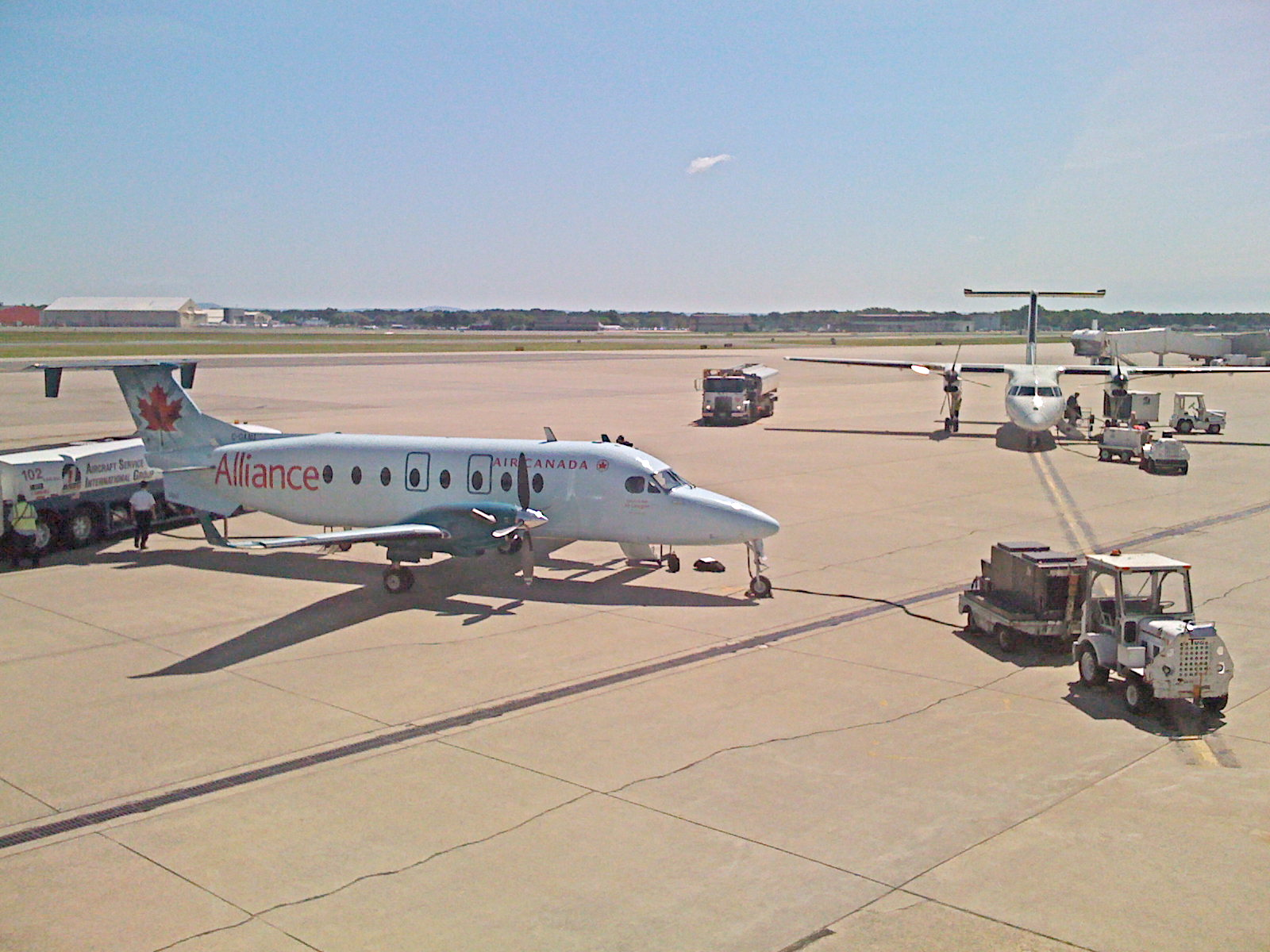
Beechcraft 1900D авиакомпании Air Georgian (слева) в Международном аэропорту Брэдли

Air Georgian — упразднённая чартерная авиакомпания Канады со штаб-квартирой в городе Миссиссага (провинция Онтарио).
С 1994 по 2020 годы перевозчик работал на региональных (внутренних и трансграничных) маршрутах под торговой маркой Air Canada Express флагманской авиакомпании Air Canada. В начале 2020 года Air Georgian сфокусировалась на чартерных перевозках, а 29 мая того же года была ликвидирована, перед этим продав все активы новой авиакомпании Pivot Airlines с прежними топ-менеджерами Air Georgian.

## История и общие сведения
Авиакомпания была основана в 1994 году для выполнения регулярных и чартерных рейсов между населёнными пунктами провинции Онтарио. На первых порах компания эксплуатировала небольшой флот из самолётов Cessna 208 и долгое время была более известна в качестве грузового перевозчика, действующего под торговой маркой Georgian Express. В 2007 году грузовое подразделение авиакомпании было продано в Cargo Jet.
Главными транзитными узлами (хабами) Air Georgian являлись Международный аэропорт имени Пьера Эллиота Трюдо, Международный аэропорт Торонто Пирсон и Международный аэропорт Галифакс Стэнфилд. Авиакомпания являлась одним из 704-х авиаперевозчиков мира, имевших полный сертификат безопасности IOSA международной организации ICAO.
До 2020 года операционная деятельность Air Georgian была связана главным образом с партнёрским договором с флагманской авиакомпанией страны Air Canada, в условиях которого Air Georgian обеспечивала перевозку пассажиров на региональных внутренних и трансграничных, а Air Canada — на магистральных направлениях, при этом оба перевозчика использовали одни и те же транзитные аэропорты.
В авиакомпании Air Georgian действовала программа подготовки пилотов, обучения лётному мастерству, квалификации инженерного и руководящего состава, в рамках которой ежегодно производился набор лучших выпускников колледжа Онтарио и Университета Нью-Брансуика. Данная программа была запущена в 2008 году в качестве одного из способов снижения дефицита квалифицированных кадров в авиационной индустрии и в пользовалась большой популярностью среди выпускников учебных заведений Онтарио.

## Флот
Согласно данным Министерства транспорта Канады по состоянию на апрель 2009 года воздушный флот авиакомпании Air Georgian составляли следующие самолёты:

## Маршрутная сеть авиакомпании

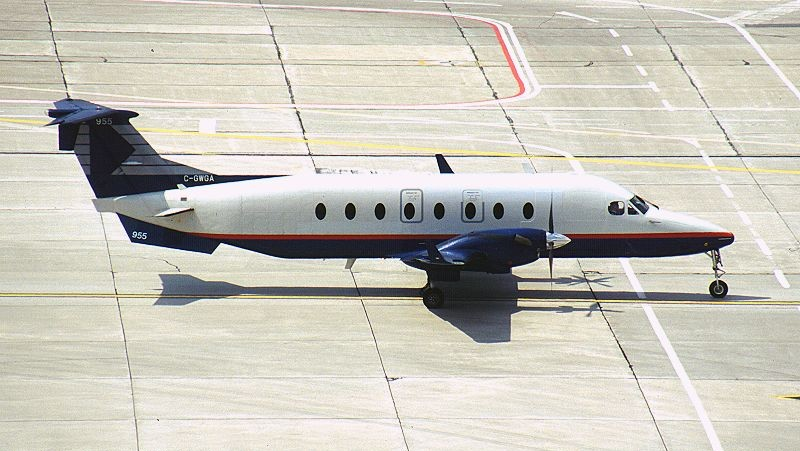
Raytheon 1900D авиакомпании Air Georgian в ливрее Canadian Airlines в международном аэропорту Торонто Пирсон

### Канада
- Нью-Брансуик
  - Фредериктон — Международный аэропорт Фредериктон
  - Монктон — Международный аэропорт Большой Монктон
  - Сент-Джон — Аэропорт Сент-Джон
- Новая Шотландия
  - Галифакс — Международный аэропорт Галифакс Стэнфилд хаб
  - Сидни — Аэропорт Сидни имени Дж. Эй. Дугласа Мак-Кёрди
- Онтарио
  - Кингстон — Аэропорт Кингстон имени Нормана Роджерса
  - Сарния — Аэропорт Сарния
  - Торонто — Международный аэропорт Торонто Пирсон хаб
- Остров Принца Эдуарда
  - Шарлоттаун — Аэропорт Шарлоттаун
- Квебек
  - Монреаль — Международный аэропорт имени Пьера Эллиота Трюдо хаб

### США
- Коннектикут
  - Хартфорд — Международный аэропорт Брэдли
- Мэн
  - Портленд — Международный аэропорт Портленд (с 17 мая 2010)
- Мичиган
  - Гранд-Рапидс — Международный аэропорт имени Джеральда Р. Форда
  - Детройт — Столичный аэропорт Детройт округа Уэйн
- Нью-Гэмпшир
  - Манчестер — Региональный аэропорт Манчестер/Бостон
- Нью-Йорк
  - Олбани — Международный аэропорт Олбани
  - Рочестер — Международный аэропорт Большой Рочестер
  - Сиракьюс — Международный аэропорт Сиракьюс Хэнкок (с 17 мая 2010)
  - Уайт-Плейнс — Аэропорт округа Уэстчестер
- Огайо
  - Дейтон — Международный аэропорт Дейтон
- Пенсильвания
  - Аллентаун/Бетлхем — Международный аэропорт Лихай-Вэли
  - Гаррисберг — Международный аэропорт Гаррисберг
- Род-Айленд
  - Провиденс — Аэропорт имени Т. Ф. Грина